# Thecaplax
Thecaplax is een geslacht van kreeftachtigen uit de klasse van de Malacostraca (hogere kreeftachtigen).

## Soort
- Thecaplax capillosa Ng & Rahayu, 2014